# Servicio de Inteligencia Nacional (Haití)
El Servicio de Inteligencia Nacional (en francés: Service d'Intelligence National, SIN) fue una agencia de inteligencia haitiana creada por la Agencia Central de Inteligencia de los Estados Unidos después del derrocamiento de Jean-Claude Duvalier en 1986, en el apogeo del movimiento de protesta contra los Duvalier.
La unidad, integrada por oficiales de las Fuerzas Armadas de Haití, "comprometida con el narcotráfico y la violencia política", La CIA proporcionó entre medio millón y un millón de dólares por año para capacitar al SIN en la lucha contra el narcotráfico , pero el grupo no produjo inteligencia y en su lugar utilizó su entrenamiento contra oponentes políticos.  
Las tropas dirigidas por el miembro del SIN, el coronel Jean Claude Paul, masacraron entre 30 a 300 votantes el día de las elecciones de 1987, conocida como la Masacre de Ruelle Valliant.
A pesar de esto, la CIA continuó dando al SIN hasta $ 1 millón por año, incluso cuando el SIN siguió apuntando a los opositores políticos.  Entre 1986 y 1991, SIN asesinó hasta 5000 miembros de movimientos democráticos.  
La CIA solo cortó sus lazos con el SIN después del golpe de Estado de 1991 que terminó con la Presidencia de 8 meses de Jean-Bertrand Aristide , después de las elecciones generales de 1990–91 en Haití. Su apoyo al SIN y la participación de dicho organismo en el tráfico de drogas se hizo público en 1993.
Emmanuel Constant ha dicho que ayudó a fundar SIN.